# Зв'яжи мене!
«Зв'яжи мене!»  (ісп. ¡Átame!) — романтична кінокомедія Педро Альмодовара, головні ролі в якій виконали Антоніо Бандерас і Вікторія Абріль.

## Сюжет
Рікі (Антоніо Бандерас) виписується з психіатричної клініки й починає переслідувати актрису Марину (Вікторія Абріль), з якою мав випадковий зв'язок рік тому під час однієї з втеч. Марина — порнозірка і наркоманка. Рікі викрадає її й тримає зв'язаною, поки сам спить або змушений бути відсутнім у справах. Поступово у викраденої розвивається стокгольмський синдром, і вона закохується в Рікі. Їй випадає шанс врятуватися, однак вона разом із сестрою вирушає на пошуки Ріки в село, яке хлопець мріяв відвідати. Лола, сестра Марини, обіцяє Рікі знайти гарну роботу.

## В ролях
- Вікторія Абріль — Марина
- Антоніо Бандерас — Рікі
- Лолес Леон — Лола
- Пако Рабаль — Максімо Еспехо, режисер
- Хульєта Серрано — Альма Еспехо, дружина режисера
- Россі де Пальма — торговка наркотиками
- Марія Барранко — лікар

В ролі матері Марини у фільмі з'являється Франциска Кабальєро — мати режисера Педро Альмодовара.

## Аналіз
Режисер пропонує глядачам задуматися про те, що стосунки й шлюб подібні стокгольмського синдрому. За словами режисера, у головного героя в житті немає нічого, крім тваринної волі. І саме завдяки їй, силою, він досягає всього в житті, навіть кохання. Головний герой, попри свій інфантилізм, прагне здаватися дорослим і знайти відсутню сім'ю. Врешті-решт це йому вдається. За словами режисера, Бандерас грає Рікі так, як якби тому було років 10.

## Прокат
Фільм вийшов в іспанський прокат в січні 1990 року і став абсолютним лідером прокату за рік. За межами Іспанії він вперше був показаний на Берлінському кінофестивалі, причому посередині прем'єрного показу вийшов з ладу кінопроєктор. Британські та німецькі критики прийняли картину вороже. Наприклад, рецензент Sight &amp; Sound назвав фільм «досить банальним, схематичним і фактично позбавленим почуття гумору».
У США проти фільму виступили консервативні ревнителі моралі й феміністки. Режисера звинувачували в пропаганді насильства над жінками. Нарікання викликали тривалість сцени сексу, гра головної героїні з вібратором і моменти, коли жінки сідають на унітаз, щоб помочитися. Судові суперечки навколо прокатного рейтингу призвели до введення нової категорії NC-17. У Північній Америці стрічка зібрала понад $ 4 000 000, що за мірками 1990 року для фільму іноземною мовою було солідною сумою.

## Музика
Музику до фільму написав Енніо Морріконе. Режисер залишився незадоволений його роботою, адже вона нагадала музику, що Морріконе написав для фільму Романа Поланського «Несамовитий» (1987). Альмодовар використав менше половини підготовленого музичного матеріалу.